# Morpheusz

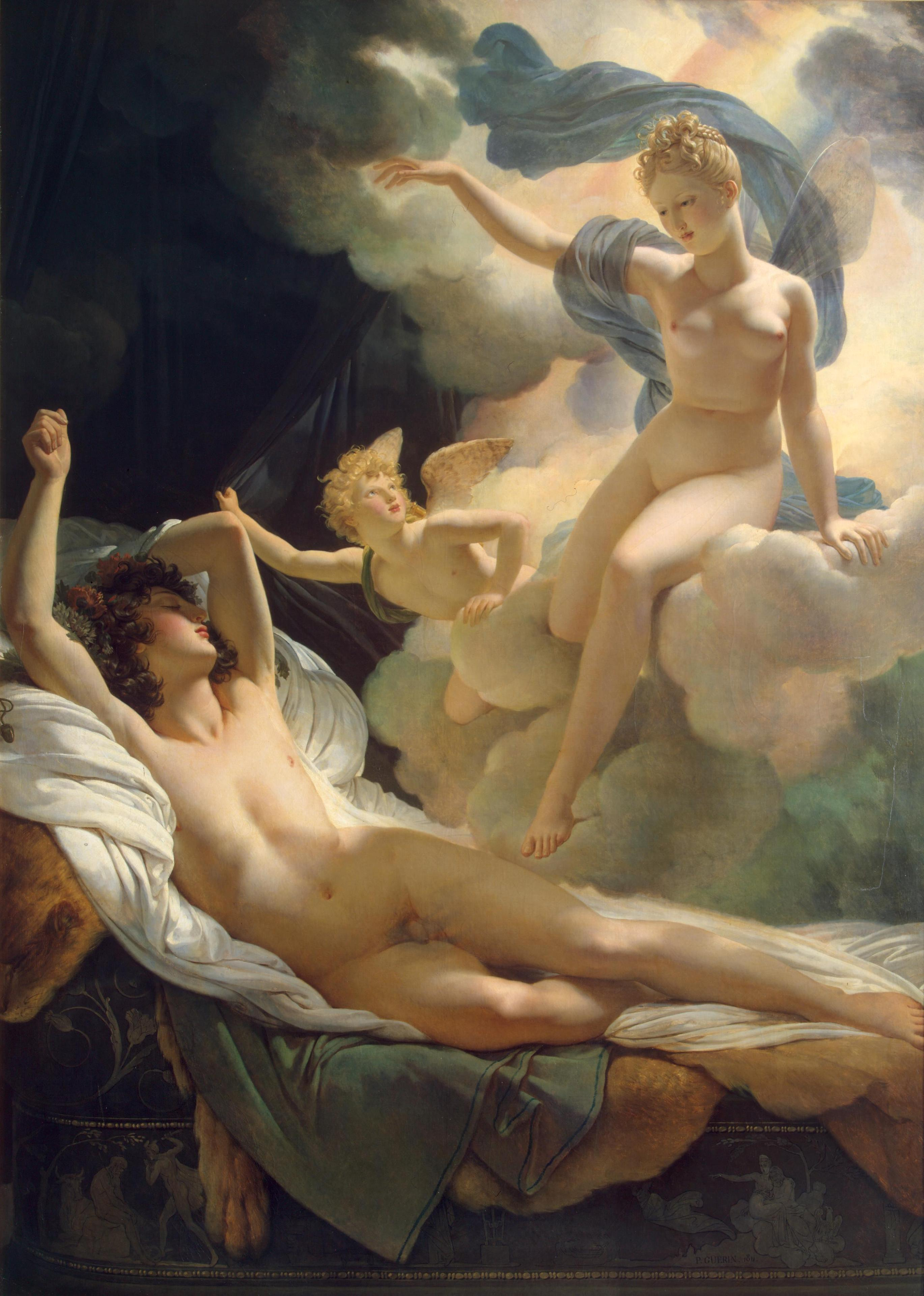
Pierre-Narcisse Guérin: Morpheusz és Irisz

Morpheusz (latinos írásmóddal Morpheus, görögül Μορφεύς) a görög és római mitológia egyik alakja, Hüpnosz és Paszithea fia, az oneiroi egyike, Ikelosz, Phobetor és Phantaszosz testvére, az álmok és az alvás istene. Akkor jelent meg a halandóknál, mikor atyja, az alvás istene már hatalmába kerítette őket. Morpheusz az álmokban emberi alakot öltött, általában az álmodó szeretteinek képében jelent meg.
Morpheusz volt az álmok fő alakítója (neve jelentése is az alakító, a formázó). Fivérei segédkeztek neki: Ikelosz az álmok valósággal kapcsolatos aspektusait formázta, Phantaszosz a különös, fantasztikus álmokért, míg Phobetor a rémálmokért volt felelős.
Morpheusz nem játszott jelentős szerepet a görög mitológiában. Ovidius Átváltozások című művében egy sötét barlangban, ébenfa ágyon fekszik pipacsokkal körülvéve. Ovidius szerint Morpheusz elsősorban az álmok emberekkel kapcsolatos részleteiért, míg Phobetor az állatokkal, Phantaszosz az élettelen tárgyakkal kapcsolatos elemekért volt felelős.
Morpheusz felelt a királyok és hősök álmaiért is, ezért gyakran testvérei fölé emelve szólnak róla, mint „az álmok görög istene”.
A morfium is Morpheuszról kapta a nevét. Akárcsak a Mátrix (1999) című film egyik szereplője.